# 朱季友
朱季友（?—?），明初饶州府人。
永樂二年，朱季友赴阙献书，內容“专诋周、程、张、朱之学”。朱棣看后大怒：「此儒者之賊也。」，立即“命有司聲罪杖遣，悉焚其著書”。